# Anton Teyber
Anton Teyber (ochrzczony 8 września 1756 w Wiedniu, zm. 18 listopada 1822 tamże) – austriacki kompozytor i organista.

## Życiorys
Brat śpiewaczki Elisabeth Teyber. Muzyki uczył się w Wiedniu u ojca, następnie w Bolonii u Giovanniego Battisty Martiniego. Przez kilka lat podróżował z siostrą po Włoszech, odwiedził też Madryt i Lizbonę, na początku lat 80. XVIII wieku wrócił do Wiednia. W 1784 roku został członkiem Tonkünstler-Societät. Od 1787 do 1791 roku przebywał w Dreźnie, gdzie był pierwszym organistą kapeli dworskiej. W 1789 roku spotkał się z Wolfgangiem Amadeusem Mozartem podczas jego wizyty w Dreźnie i wspólnie z nim muzykował. W 1792 roku został klawesynistą wiedeńskiego Burgtheater, jednak szybko zrezygnował z tej posady. W 1793 roku był otrzymał stanowisko nadwornego kompozytora na dworze cesarskim w Wiedniu oraz nauczyciela muzyki dzieci monarchy.
Skomponował m.in. melodramat Zermes und Mirabelle (wyst. Wiedeń 1779), 36 symfonii, 6 koncertów skrzypcowych, 4 koncerty na instrument klawiszowy, 2 koncerty na róg, koncert podwójny na skrzypce i instrument klawiszowy, 3 oktety na 4 instrumenty smyczkowe, 2 oboje i 2 rogi, 2 sekstety na 4 instrumenty smyczkowe i 2 oboje, 29 kwartetów smyczkowych, oratoria Gioas, rè di Giuda (1786) i La Passione di Gesù Cristo (ok. 1790), 11 mszy, graduały, antyfony i motety.